# 실레인
실레인(영어: silane), 시레인, 실란은 화학식 SiH4를 갖는 무기 화합물이다. 역겨운 냄새가 나는 무색의 독성 기체이며 아세트산과 다소 비슷하다.

## 같이 보기
- 메테인